# ニルス・エングダール
ニルス・エングダール (Nils Engdahl、1898年11月4日- 1983年9月10日)は、スウェーデンの陸上競技選手。1924年パリオリンピックの銀メダリストである。

## 経歴
エングダールは1920年アントワープオリンピックの400mに出場。南アフリカのベビル・ラッド、イギリスのガイ・バトラーに次いで銅メダルを獲得。
エングダールは4年後のパリオリンピックに2大会連続出場を果たす。個人種目のメダル獲得はならなかったものの、4×400mリレーには、アルトゥル・スベンション、エリック・ビュレーン、グスタフ・ヴェイナルトとともに出場。アメリカに次いで銀メダルを獲得した。